# 半柱毛兰
半柱毛兰（学名：Eria corneri）为兰科毛兰属下的一个种。

## 扩展阅读
- 維基物種上的相關：半柱毛兰